# Râul Măgura, Șieu
Râul Măgura este un curs de apă, afluent al râului Șieu. 

## Hărți
- Harta județului Bistrița